# خان مانويل
خان مانويل (بالإنجليزية: Khan Manuel)‏ هو عازف قيثارة أسترالي، ولد في 11 نوفمبر 1979 في Invercargill (New Zealand electorate) ‏ في نيوزيلندا.

## وصلات خارجية
- الموقع الرسمي